# Tatikios
Tatikios of Taticius (Grieks: Τατίκιος, overleden na: 1099) was een Byzantijns generaal onder Alexios I Komnenos en was diens vertegenwoordiger tijdens de Eerste Kruistocht.

## Biografie
Tatikios was de zoon van een Turkse slaaf, en groeide op in het huishouden van de Komnenen tegelijkertijd met Alexios I Komnenos. In 1078 begeleidde hij Alexius in zijn strijd tegen, zijn rivaal om de troon, Basilacius. Toen Alexios zijn plaats innam op de troon van Byzantium werd Tatikios beloond met een hoge functie aan het hof. Later dat jaar voerde hij de Byzantijnse strijdkrachten aan in de Slag bij Dyrrhachium tegen de Noormannen onder leiding van Robert Guiscard.
In 1086 werd hij met een leger naar Nicea gestuurd om de stad op de Seltsjoeken te veroveren. Hij was echter al snel genoodzaakt om zich terug te trekken, nadat het gerucht hem had bereikt dat er Turkse versterkingen onderweg waren. Alexius stuurde hem algauw terug met een marinevloot onder leiding van Manuel Boutoumites. Ook dit keer wist hij de stad niet te veroveren. Het jaar daarop werd hij erop uitgestuurd om de Petsjenegen te bestrijden.

### Eerste Kruistocht
Na de aankomst van het kruisvaardersleger in Constantinopel, werd Tatikios door Alexios met hen meegestuurd om Nicea te veroveren. Nadat de stad werd ingenomen door het leger, begeleidde Tatikios de legers van Bohemund van Tarente door het land van Anatolië richting Syrië.
Tijdens het Beleg van Antiochië gaf hij het advies aan de kruisvaarders om het omliggende land van de stad te veroveren, voor ze de stad zelf zouden aanvallen. Echter, zijn advies werd algauw in de wind geslagen. In februari 1098 verliet hij het beleg en ging terug naar Constantinopel. Hij werd bij de kruisvaarders algauw gezien als een lafaard en verrader door dit plotselinge vertrek en andere dachten dat hij versterkingen ging halen. Volgens Anna Komnene vertrok hij bij de belegering omdat er een moordcomplot tegen hem werd beraamd door Bohemund van Tarente.

## Verwijzingen
1. ↑   Brand blz. 3